# Витфельд, Отто
Отто Витфельд (нем. Otto Wiedfeldt); (16 августа 1871, Тюрингия — 5 июля 1926, Эссен) — немецкий политик, экономист и дипломат. Председатель германской экономической миссии в Киеве (1918). Чрезвычайный и Полномочный Посол Германии в США (1922-1925).

## Биография
Важные шаги в своей карьере на высших административных должностей сделал в Министерстве внутренних дел с 1908 по 1910 годы. С 1914 по 1917 год, он работал помощником секретаря в министерстве японской железной дороги. В 1918 году он стал председателем правления Фридриха Круппа AG в Эссене и в то же время, председателем торговой палаты в Эссене .
В 1918 — Глава германской экономической миссии в Киеве.
21 марта 1922 г. Витфельд был назначен первым послом Германии после восстановления дипломатических отношений после Первой мировой войны в Вашингтоне, где он был до 31 января 1925 года.
С конца апреля 1925 года по 26 мая 1926 Витфельд снова вернулся к Исполнительного совета Круппа как член наблюдательного совета и советник по финансовым вопросам.
5 июля 1926 г. — умер от лейкемии в страданиях. Похоронен 8 июля кладбище в Essen-Bredeney.